# Wójtówka (województwo mazowieckie)
Wójtówka (do 31 grudnia 2016 Wojtówka) – wieś w Polsce położona w województwie mazowieckim, w powiecie sochaczewskim, w gminie Sochaczew. Ma status sołectwa.
| SIMC    | Nazwa     | Rodzaj    |
| ------- | --------- | --------- |
| 1057947 | Perakówek | część wsi |

W latach 1975–1998 miejscowość administracyjnie należała do województwa skierniewickiego.
Przez wieś przechodzi droga krajowa nr 92.